# フリッツ・ホフマン・ラ・ロシュ
フリッツ・ホフマン＝ラ・ロシュ（フランス語: Fritz Hoffmann-La Roche　1868年10月24日 - 1920年4月18日）はスイスの実業家。 
製薬・ヘルスケア企業のエフ・ホフマン・ラ・ロシュの創業者である。

## 生涯
1868年、スイス・バーゼルに生まれる。
裕福な商人の一家に生まれ、フリッツも早くから雇用者および投資の経験を積んだ。フリッツは起業前は、銀行、薬や化学薬品の業者、および薬の貿易業者のもとで働いた。
1894年、彼はマックス・カール・トラウブと共に医薬品用の化学薬品の製造を行うトラウブ商会を設立する。ホフマンの父親が資本の過半数を出資し、トラウブはいくつかの特許契約を得る。
1895年にアデル・ラ・ロシュと結婚をする。
スイスでは、一般的に夫婦の名前をハイフンで表記することがあり、そのため、フリッツ・ホフマン＝ラ・ロシュと呼ばれるようになる。
1896年、トラウブが会社を去ったのを機に社名をエフ・ホフマン・ラ・ロシュに改称する。
Peyerによると「フリッツ・ホフマンは商品の販促に非常に関心を持ち」、単なる広告からパッケージに至る宣伝の全ての側面や、および薬剤師などの販売戦略上重要な立場の人々への販促に注意を払っていた。フリッツはまた、原料および製品の販売、研究支援に関して、国際的なつながりを築き上げていった。第一次世界大戦による挫折の後、これらの要素が会社の復活と拡大を助けることとなった。
1919年、病気を理由に会社の取締役を引退し、翌1920年に死去した。